# Deir ez-Zor
Deir ez-Zor (în arabă دير الزور Dayr az-Zūr, în siriacă ܕܝܪܐ ܙܥܘܪܬܐ Dayrāʾ Zəʿōrtāʾ) este cel mai mare oraș din estul Siriei și al șaptelea ca mărime din țară. Situat la circa 450 de kilometri nord-est de capitala Damasc, pe malul fluviului Eufrat, Deir ez-Zor este reședința Guvernoratului Deir ez-Zor. Conform recensământului din 2004 al Biroului Central de Statistică din Siria, Deir ez-Zor avea o populație de 211.857 de locuitori.

## Etimologie
Numele localității, care a fost acordat prin extensie și regiunii înconjurătoare, se referă la un vechi sit al uneia din mănăstirile izolate din zorii creștinismului răspândite prin toată Mesopotamia după persecutarea creștinilor în Roma Antică. Deși se crede că Deir, cuvântul arab pentru „mănăstire”, a fost folosit în denumirea localității atât în Evul Mediu cât și în Epoca modernă, Zor, care indică vegetația de pe malul unui râu, a apărut mult mai târziu, în consemnările Imperiului Otoman. În limba siriacă, Dīrā Zeʿūrta înseamnă „mică locuință”.
Actualmente sunt folosite diverse forme romanizate pentru a desemna orașul, incluzând Deir Ezzor, Deir Al-Zor, Deir-al-Zour, Dayr Al-Zawr, Der Ezzor, Deir Azzor și Deirazzor.

## Relații internaționale
Deir ez-Zor este gazda celei de-a treia misiuni diplomatice armene din Siria, Consulatul Onorific al Republicii Armenia, deschis pe 11 februarie 2010.
Înainte de începerea Războiului Civil Sirian, aeroportul din Deir ez-Zor era unul nu foarte dezvoltat, din care se efectuau zboruri domestice către Damasc și internaționale către destinații din zona Golfului Persic.

### Orașe înfrățite
- Armavir, Armenia, din octombrie 2010.[13]